# Јелисавета Бикова
Јелизавета Ивановна Бикова (рус. Елизавета Ивановна Быкова; Богољубово, 14. новембар 1913 — Москва, 8. март 1989) је била совјетска шахисткиња и трећи и пети женски светски шампион у шаху, од 1953. до 1956, и поново од 1958. до 1962. Преузела је титулу од владајуће шампионке Људмиле Руденко на турниру кандидаткиња у Москви који је добила с 8 поена (+7 = 2 – 5). Изгубила је титулу од Олге Рупцове, али је повратила две године касније и постала прва жена која је два пута била шампион.